# Un dia per morir
Un dia per morir (A Day to Die en anglès) és una pel·lícula d'acció de robatori nord-americana del 2022 escrita, dirigida i produïda per Wes Miller. És protagonitzada per Kevin Dillon, Bruce Willis, Gianni Capaldi, Brooke Butler, Leon Robinson i Frank Grillo. Es va estrenar el 4 de març de 2022 per Vertical Entertainment. Ha estat doblada i subtitulada al català.

## Repartiment
- Kevin Dillon com a Connor Connolly, un oficial de llibertat condicional deshonrat i antic membre d'un equip "fantasma"
- Bruce Willis com Alston, el cap de policia
- Frank Grillo com a Brice Mason, l'excapità d'un equip "fantasma"
- Leon com a Tyrone Pettis, el cap de la droga local
- Gianni Capaldi com a Tim Connolly, el germà de Connor i un antic membre d'un equip "fantasma"
- Brooke Butler com a Candice Connolly, la dona embarassada de Connor
- Johnny Messner com a cap adjunt Schipp
- Vernon Davis com a Dwayne Miller, un antic membre d'un equip "fantasma".
- Alexander Kane com a Steven Rogers, un antic membre d'un equip "fantasma".
- Aspen Kennedy com a Joaquin Smith
- Mohamed Karim com el detectiu Reynolds, un oficial de policia
- Curtis Nichouls com a Spade, la mà dreta de Pettis

## Producció
El rodatge va començar a Jackson, Mississipi, el març de 2021, com el primer llargmetratge que es va rodar a la ciutat el 2021. Va concloure després de sis setmanes a l'abril, amb les escenes finals rodades a l'aeroport de Hawkins Field. El maig de 2021, Vertical Entertainment va adquirir els drets de distribució de la pel·lícula.